# Stadtwerke Dachau
Die Stadtwerke Dachau sind ein kommunaler Eigenbetrieb (Art. 88 BayGO) der Großen Kreisstadt Dachau.

## Kurzbeschreibung

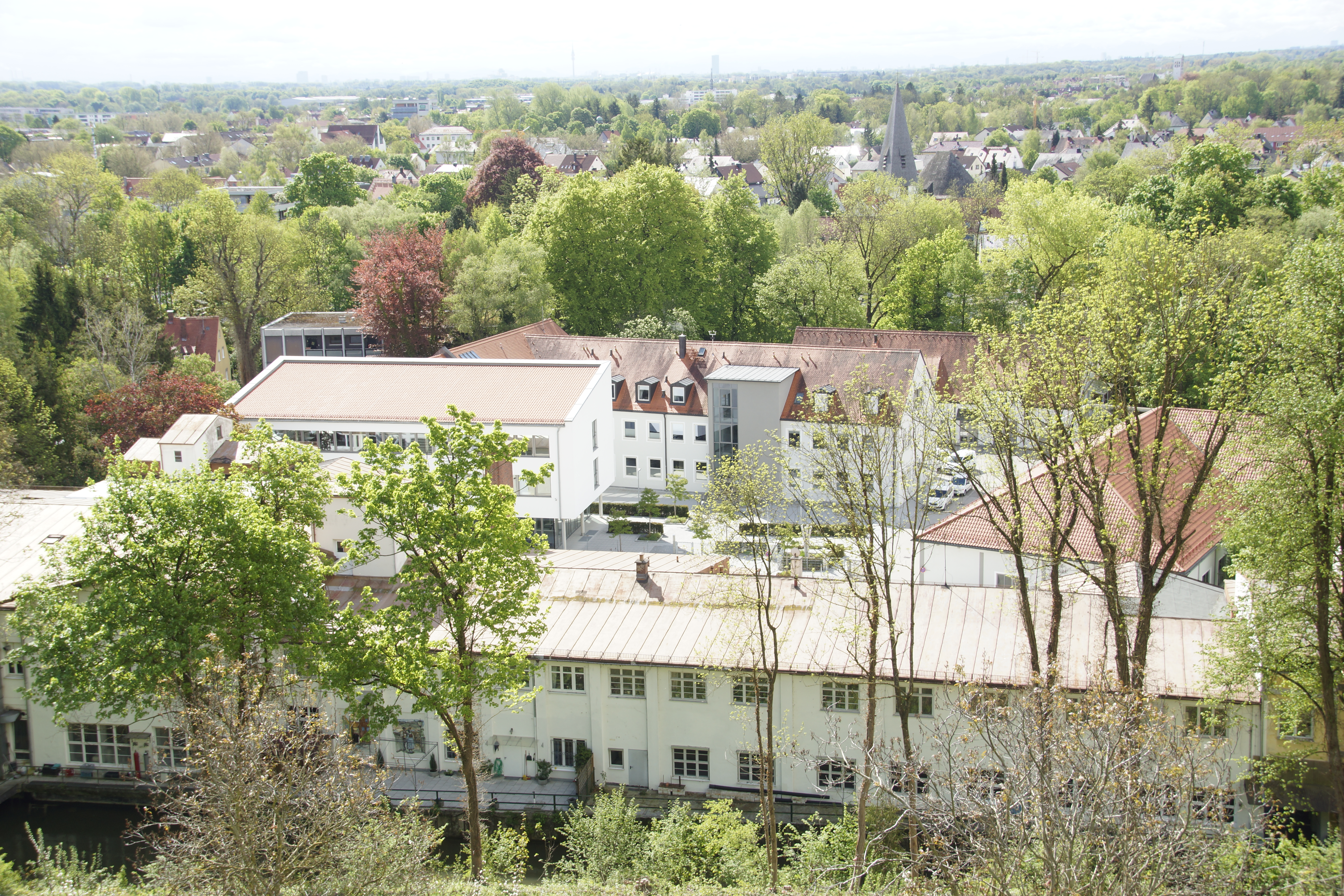
Verwaltungsgebäude mit Betriebshof der Stadtwerke Dachau (Aufnahme vom Schlossgarten Dachau)

Die Stadtwerke bestehen aus folgenden Sparten (Betriebszweigen):
- Strom,
- Erdgas,
- Telekommunikation,
- Wasser und Abwasser,
- Verkehr,
- Bäderbetriebe
- und Parkgaragen.

Die Sparte Telekommunikation wird in einer eigenen Rechtsform als Dachau CityCom (DCC) GmbH geführt.
Die Stadtwerke Dachau verstehen sich selbst als das führende regionale Versorgungsunternehmen in Stadt und Landkreis Dachau. Im Jahr 2018 erwirtschafteten die Stadtwerke Dachau zum 31. Dezember 2018 mit durchschnittlich 213 Beschäftigten in den verschiedenen Betriebszweigen/Sparten einen Jahresumsatz von nahezu 65 Mio. Euro mit einem Jahresverlust von nahezu 1,6 Mio. Euro bei einer Bilanzsumme von ca. 113 Mio. Euro.

## Unternehmensgeschichte
Am 1. April 1939 wurden das Elektrizitätswerk Günding mit Pumpstation und Wasserwerk gemäß Eigenbetriebsverordnung vom 21. November 1938 vereinigt zu den Stadtwerken Dachau als Eigenbetrieb der Stadt Dachau, welcher bis heute besteht.

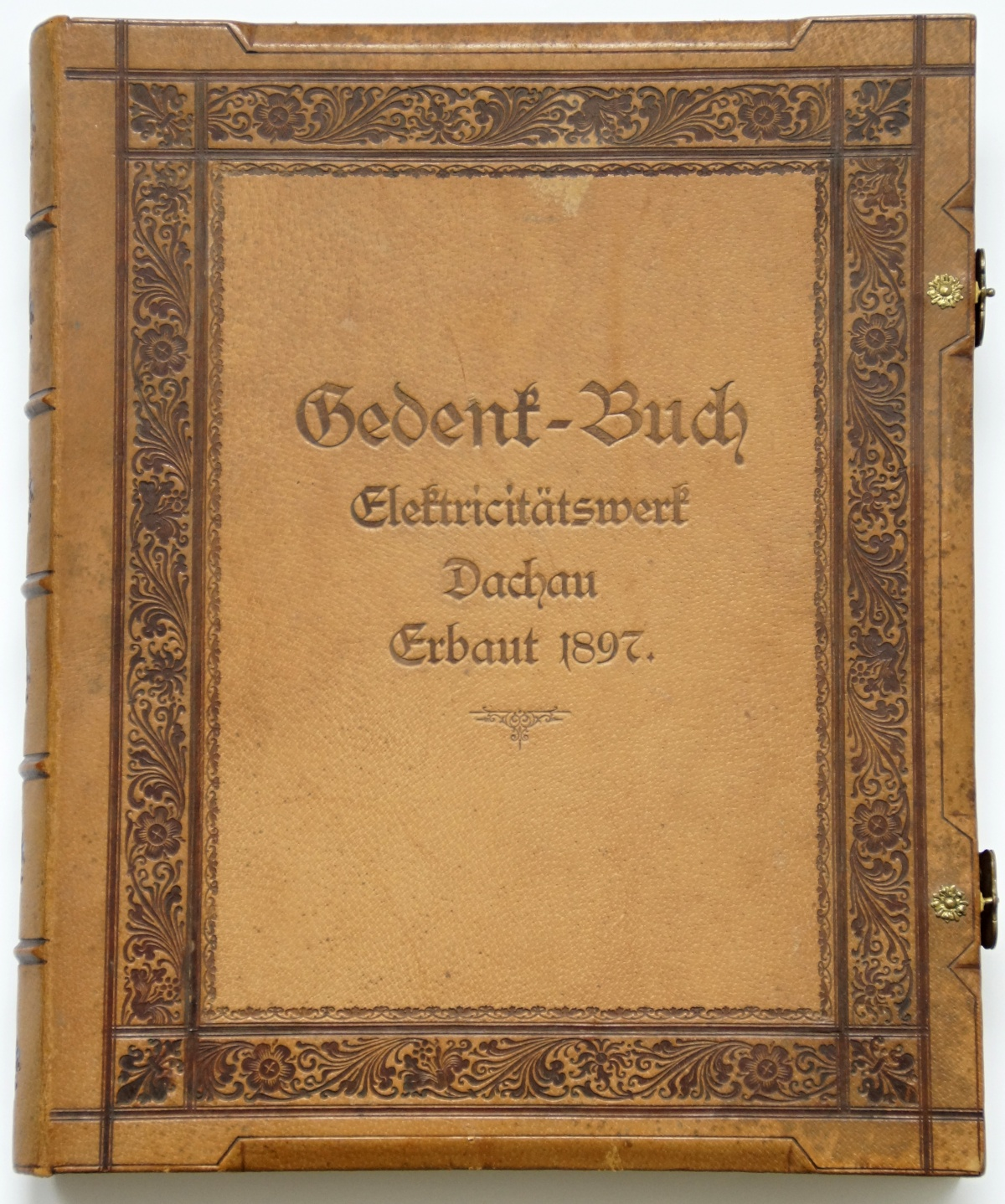
Titelseite Gedenkbuch Elektrizitätswerk Dachau (heute Günding) anlässlich der Feierlichkeiten zur Inbetriebnahme am 4. Dezember 1897

Das Elektrizitätswerk Günding wurde am 4. Dezember 1897 in Betrieb genommen. Es wurde errichtet und betrieben von der Elektrizitätswerke Dachau GmbH, welche unter Vermittlung von Oskar von Miller durch die Dachauer Bürger Thomas Schwarz (Gastwirt), Franz Mondrion (Buchdruckereibesitzer – Herausgeber Amperbote), Anton Heidenberger (Schlossermeister), Thomas Schillinger (Schäfflermeister), Johann Mergenhagen (Drechslermeister) und Otto Christoph (Spenglermeister) am 3. Februar 1897 gegründet wurde.
Am 3. August 1905 übernahm der Markt Dachau die Elektrizitätswerke Dachau GmbH in kommunalen Besitz und baute das Elektrizitätswerk Günding um eine Pumpstation aus, um die Wasserversorgung des Marktes Dachau sicherzustellen und zu gewährleisten und die Wasserqualität deutlich zu verbessern. Bis zu diesem Zeitpunkt wurde die Wasser- und Löschwasserversorgung des Marktes Dachau vom staatlichen Brunnhaus, angesiedelt im Bereich der heutigen Brunngartenstraße (heutiger Firmensitz der Stadtwerke Dachau), durch Entnahme von Wasser aus der Amper und Nebengewässern sichergestellt. Die Inbetriebnahme der Pumpstation am Elektrizitätswerk Günding mit einer zentralen Wasserversorgung des Marktes Dachau erfolgte im Jahre 1910.

## Innere Organisation
Als kommunaler Eigenbetrieb bilden die Stadtwerke Dachau ein Sondervermögen innerhalb der Gebietskörperschaft der Großen Kreisstadt Dachau. Der Eigenbetrieb wird vertreten durch die Werkleitung. Aktuell ist ein Werkleiter Herr Robert Haimerl und drei Prokuristen Christian Stangl (Recht und Verwaltung), Stephan Hany (Markt und Finanzen) sowie Jürgen Schmidt (Technik) bestellt.
Bei Fragen von grundsätzlicher Bedeutung entscheidet der Werkausschuss oder Stadtrat der Stadt Dachau gemäß den Regelungen der Eigenbetriebssatzung.
Der Werkausschuss ist mit 14 Vertretern der im Stadtrat von Dachau vertretenen Gruppierungen und Fraktionen besetzt. Den Vorsitz über den Werkausschuss übt der Oberbürgermeister der Großen Kreisstadt Dachau als weiteres Werkausschussmitglied, aktuell Herr Florian Hartmann (SPD), aus.

## Betriebszweige und Sparten

### Strom

#### Stromnetz
Die Stadtwerke Dachau betreiben als Verteilnetzbetreiber (VNB) das Stromversorgungsnetz im Bereich der Stadt Dachau mit ca. 31,57 km², in Bergkirchen mit ca. 1,47 km², in Feldgeding mit ca. 0,008 km², in Karlsfeld mit ca. 0,034 km² und in Obergrashof mit ca. 0,014 km². In den Konzessionsgebieten Stadt Dachau, Günding (Teilgebiet Gemeinde Bergkirchen) und Am Tiefen Graben (Teilgebiet Gemeinde Karlsfeld) sind sie mit Wirkung zum 1. Juli 2015 gemäß § 36 Abs. 1 EnWG festgestellter Grundversorger.

#### Stromvertrieb
Im Bereich des Stromvertriebes setzten die Stadtwerke Dachau im Jahre 2015 im eigenen Netz 111.382 MWh Strom sowie im Fremdnetz 55.375 MWh Strom ab.

#### Stromerzeugung
Im Bereich der Stromerzeugung wurden in selbst betriebenen Anlagen (Wasserkraftwerke, Mikro-Gasturbinen Kläranlage, Blockheizkraftwerke, Spitzendiesel und Photovoltaik) und aufgrund von Beteiligungen 2015 rund 55.475 MWh Strom erzeugt. Damit beträgt die Eigenerzeugung einen Anteil von 32,8 Prozent.

### Erdgas
Die Geschichte der Gasversorgung in Dachau geht bis auf das Jahr 1917 zurück. Bereits im Jahre 1907 erreichten den Markt Dachau Interessensbekundungen von Unternehmen, die Gasversorgung im Markt Dachau zu übernehmen. Ebenfalls unterbreitete der Direktor des Gaswerkes Pasing mit Schreiben vom 8. Mai 1917 ein Angebot zur Versorgung des Marktes Dachau mit Gas und Aufbau eines Gasverteilungsnetzes. Der Magistrat beschloss am 8. Juni 1917 den Bau der Gasleitung nach Dachau durch das Gaswerk Pasing der Stadt Pasing, welche damals selbständig war. Aufgrund der Konkurrenzsituation mit den Gaswerken der Landeshauptstadt München und dem Ausbruch des Ersten Weltkrieges kam es jedoch nicht zur Aufnahme und Ausführung der Arbeiten.
Erst im Jahre 1924 teilte die Stadt Pasing dem Gemeinderat Dachaus mit, dass man nun nach Eintritt einer stabilen Währung und trotz schwieriger Situation auf dem Geldmarkt bereit wäre, mit dem Bau des Gasversorgungsnetzes und der Aufnahme der Gasversorgung nunmehr zu beginnen. Unter leichten Modifikationen des bereits geschlossenen Gasversorgungsvertrages des Jahres 1917 wurde der Bau und Aufnahme der Gasversorgung vereinbart. Zwischen Juli und November 1925 wurde das Gasnetz zur Versorgung der Marktgemeinde mit Gas gebaut und erstellt. Der Gemeinderat Dachau fragte Ende November 1925 bei den Gaswerken Pasing an, wann mit Aufnahme der Versorgung des Marktes Dachau mit Gas nunmehr zu rechnen sei. Die Aufnahme der Gasversorgung erfolgte Ende 1925 im Markt Dachau.
Nach Unterzeichnung des Eingemeindungsvertrages zwischen der Landeshauptstadt München und der Stadt Pasing am 5. Januar 1938 und der Eingliederung des Gaswerkes Pasing in die Gaswerke München wurde die Gasversorgung Dachaus nunmehr von den Gaswerken München übernommen.
1956 wurden die Gaswerke München bei der Stadt Dachau vorstellig und forderten eine Anpassung des Gasversorgungsvertrages vom 20. April 1918, welcher im Jahre 1924 leicht modifiziert wurde, welche ebenfalls gewährt wurde. Mit Gasversorgungsvertrag om 29. November 1982 wurde die Gasversorgung der Stadt Dachau durch die Stadtwerke München mit Beginn zum 1. Januar 1983 auf eine neue vertragliche Grundlage gestellt. Der neue Gasversorgungsvertrag war frühestens zum 31. Dezember 2002 kündbar.
Von diesem Kündigungsrecht machte die Stadt Dachau nach der Liberalisierung des Energiemarktes Gebrauch und schrieb den Konzessionsvertrag und damit die Übernahme des Gasversorgungsnetzes aus. Die Stadtwerke Dachau gaben hierauf ein Angebot ab. Die Übernahme des örtlichen Gasversorgungsnetzes erfolgte am 1. Januar 2003 durch die Stadtwerke Dachau. Es schloss sich nachfolgend eine jahrelange gerichtliche Auseinandersetzung zwischen den Stadtwerken Dachau und den Stadtwerken München über das endgültige Übernahmeentgelt an, welche durch Vergleich vom 2. März 2011 abgeschlossen werden konnte.
Die Stadtwerke Dachau betreiben seit 1. Januar 2003 als Verteilnetzbetreiber (VNB) das Gasversorgungsnetz im Bereich der Stadt Dachau mit ca. 35,06 km² und in Bergkirchen mit 0,09 km². In den Konzessionsgebieten Stadt Dachau, GADA (Teilgebiet Gemeinde Bergkirchen) und Teilgebiet Dachau-Süd B471 (Teilgebiet Gemeinde Bergkirchen) treten sie als Grundversorger gemäß § 36 Abs. 1 EnWG als festgestellter Grundversorger auf.

### Wasser
Die Wasserversorgung ist öffentlich-rechtlich (hoheitlich) durch Satzungen als städtische Einrichtung mit Anschluss- und Benutzungszwang/Anschluss- und Benutzungsrecht sowie Beiträge und Gebühren ausgestaltet.
Die Versorgung wird zu 100 Prozent durch eigene Brunnen sichergestellt. Drei Brunnen befinden sich im Bereich Günding-Feldgeding. Das geförderte Wasser wird in einer dort befindlichen Wasseraufbereitungsanlage aufbereitet und zu einem Hochbehälter, welcher sich ebenfalls im Gemeindebereich Günding befindet, gepumpt. Von diesem Hochbehälter aus, welcher sich ungefähr in einer Höhenlage der Traufhöhe des Dachauer Schlosses befindet, wird das Versorgungsgebiet der Stadtwerke Dachau mit Wasser versorgt.
Im Jahr 2015 wurden Tarifkunden mit 2.212.000 m³ und Sonderkunden mit 182.000 m³ im Stadtgebiet versorgt. Für eigene Einrichtungen bezog die Stadt Dachau 43.000 m³ Wasser und im Bereich von anderen Gemeinden wurden 45.000 m³ Wasser ausgeliefert. Bei einer gewonnenen/geförderten Wassermenge von insgesamt 2.620.000 m³ und eine Menge im Vertrieb von 2.519.000 m³ Wasser führt dies zu einem Verlust von 101.000 m³ Wasser (Verlustquote 3,85 Prozent).

### Abwasser
Die Abwasserbeseitigung ist ebenfalls öffentlich-rechtlich (hoheitlich) durch Satzungen als städtische Einrichtung mit Anschluss- und Benutzungszwang/Anschluss- und Benutzungsrecht sowie Beiträge und Gebühren ausgestaltet.
Die Kläranlage befindet sich im Bereich der Alten Römerstraße nähe der Gemeindegrenze der Stadt Dachau zu Hebertshausen.
Im Jahr 2015 wurde bei Tarifkunden eine Jahresschmutzwassermenge von 2.125.000 m³ und bei Sonderkunden eine Menge von 180.000 m³ im Stadtgebiet abgenommen und entsorgt. Andere Gemeinden lieferten eine Jahresschmutzwassermenge von 1.166.000 m³ Schmutzwasser an. Bei einer Jahresschmutzwassermenge von 5.824.000 m³ insgesamt und einer abgerechneten Menge von 3.505.000 m³ Schmutzwasser ergibt sich ein Fremdwasseranteil in Höhe von 32 Prozent.

### Infrastruktur
Die Stadtwerke Dachau betreiben mit ihrer Tochter DCC Dachau CityCom GmbH, bei welcher sie mit 50 Prozent neben der Komro GmbH Rosenheim beteiligt sind, eine Gesellschaft zum Ausbau einer Breitbandversorgung (Glasfasernetz) in Dachau und Umgebung zur Erbringung von Versorgungsleistungen in den Bereichen Internet, Telefon, Fernsehen und Radio.
Der Geschäftsbericht der DCC Dachau CityCom GmbH für das Jahr 2015 zum 30. September 2015 weist eine Bilanzsumme von rund 1,5 Mio. € auf. Im Jahresabschluss zum Geschäftsjahr 2015 wird ein Gesamtumsatz von 701.000 € angegeben.
Das bisher ausgebaute Glasfasernetz umfasst im Wesentlichen die Stadtteile Altstadt/Udlding, Dachau Ost und Gewerbegebiet Dachau Ost sowie Dachau Süd. Für 2017 ist ein wesentlicher Ausbau für die Stadtteile Dachau Süd, Mitterndorf und Bereich Etzenhausen sowie Augustenfeld geplant und vorgesehen.

### Bäderbetriebe
Die Stadtwerke Dachau betreiben das Hallenbad Dachau, in welches ebenfalls eine Sauna integriert ist sowie das Familienbad Dachau als Freibad.

### Verkehrsbetrieb
Der Verkehrsbetrieb der Stadtwerke Dachau versorgt mit seinen Buslinien die Bevölkerung im Bereich des öffentlichen Personennahverkehrs. Folgende Stadtbus-Linien werden von den Stadtwerken Dachau seit 11. Dezember 2016 bedient:
- Linie 716: Dachau, Bf – Watzmannstraße – Schulzentrum – Dachau, Bf
- Linie 717: Dachau, Bf – Moosstraße
- Linie 718: Dachau, Bf – Am Rennplatz – Stadtweiher – Dachau, Bf
- Linie 719: Dachau, Bf – Festwiese – Rathaus – Dachau, Bf
- Linie 720: Dachau, Bf – Rathaus – Dachau Ost – Dachau, Bf
- Linie 722: Dachau, Bf – Dachau Ost – Rathaus – Dachau, Bf
- Linie 726: Dachau, Bf – KZ-Gedenkstätte – Saubachsiedlung
- Linie 744: Dachau, Bf – Kräutergarten

### Parkhäuser
Die Parkhäuser in der Altstadt Dachau sowie am Unteren Markt in der Münchener Straße in Dachau werden durch die Stadtwerke Dachau betrieben und bewirtschaftet. Die Parkhäuser wurden 1994 und 2000 von der Stadt Dachau auf die Stadtwerke Dachau übertragen.

#### Parkhaus Altstadt
Das Parkhaus Altstadt verfügt insgesamt über 122 Stellplätze. Im Jahr 2015 nutzten 22.540 Kurzparker und 72 Dauerparker das Parkhaus in der Altstadt. Es wurden Umsetzerlöse in Höhe von 91.000 € erwirtschaftet.

#### Parkhaus "Unterer Markt"
Das Parkhaus Unterer Markt verfügt insgesamt über 244 Stellplätze. Im Jahr 2015 nutzten 9.298 Kurzzeitparker und 196 Dauerparker das Parkhaus. Es wurden Umsatzerlöse in Höhe von 127.000 € erwirtschaftet.

#### Fahrradparkhaus Bahnhof Dachau
Im September 2015 beschloss der Bauausschuss des Stadtrates Dachau die Errichtung eines zweistöckigen Fahrradparkhauses für rund 1.200 Fahrräder. Das Gebäude soll ein behindertengerechtes öffentliches WC enthalten und insgesamt videoüberwacht sein. Standort ist die Ostseite des Dachauer Bahnhofes mit jeweils drei Zuwegen pro Stockwerk.
Der Baubeginn war September 2016 und die Fertigstellung für Juni 2017 angekündigt. Die Fertigstellung verzögerte sich, da insbesondere Altlasten auf dem Baugrundstück gefunden wurden. Die Fertigstellung war daraufhin für den November 2017 geplant. Am 14. Dezember 2017 wurde das Fahrradparkhaus offiziell eröffnet.